# Voyager 2
Voyager 2 é uma sonda espacial lançada pela NASA (a agência espacial dos Estados Unidos) em 20 de agosto de 1977, para estudar planetas exteriores e espaço interestelar além da heliosfera do Sol. Como parte do Programa Voyager, foi lançado dezesseis dias antes da Voyager 1, em uma trajetória que demorou mais para chegar nos gigantes gasosos Júpiter e Saturno mas possibilitou novos encontros com os gigantes gelados Urano e Netuno. Voyager 2 continua a ser a única espaçonave a ter visitado todos os planetas gigantes de gelo. Foi a terceira de cinco espaçonaves a atingir a velocidade de escape solar, o que lhe permitiu deixar o Sistema Solar.
A Voyager 2 cumpriu com sucesso sua missão primordial de visitar o sistema joviano em 1979, o sistema saturniano em 1981, o sistema uraniano em 1986 e o sistema netuniano em 1989. A espaçonave está em sua missão estendida de estudar o espaço interestelar, estando em operação há 47 anos; em julho de 2025, atingiu uma distância de 139,3 AU (20,9 bilhões de km) da Terra.
A sonda entrou no espaço interestelar em 5 de novembro de 2018, a uma distância de 119,7 AU (17,9 bilhões de km) (cerca de 16,58 horas-luz) do Sol e movendo-se a uma velocidade de 15,341 km/s em relação ao Sol. Voyager 2 deixou a heliosfera do Sol e atualmente está viajando pelo meio interestelar, uma região do Espaço sideral além da influência do Sistema Solar, se juntando a Voyager 1, que havia atingido o meio interestelar em 2012. Voyager 2 começou a fornecer as primeiras medições diretas da densidade e temperatura do plasma interestelar.
Voyager 2 permanece em contato com a Terra através do Rede de Espaço Profundo da NASA. Em 2020, a manutenção da Rede de Espaço Profundo cortou o contato externo com a sonda por oito meses. O contato foi restabelecido em 2 de novembro de 2020, quando uma série de instruções foram transmitidas, posteriormente executadas e retransmitidas com uma mensagem de comunicação bem-sucedida. Em 12 de fevereiro de 2021, as comunicações completas com a sonda foram restauradas após uma grande atualização da antena que levou um ano para ser concluída. A antena de comunicação DSS 43, que é o único responsável pelas comunicações com a sonda, está localizada próximo de Camberra, na Austrália.
Em julho de 2023, comunicações com a Voyager 2 foi perdida quando o controle de voo apontou sua antena para longe da Terra, movendo-a dois graus para longe da Terra. Em 1 de agosto, o sinal da portadora da espaçonave foi detectado usando várias antenas da Rede de Espaço Profundo. Um sinal de alta potência em 4 de agosto foi enviado da estação Camberra comandou com sucesso a espaçonave para se reorientar em direção à Terra, retomando as comunicações indicando que estava operando normalmente e que permanecia em sua trajetória esperada. Como medida à prova de falhas, a sonda também estava programada para redefinir autonomamente sua orientação para apontar para a Terra, o que teria ocorrido em 15 de outubro.

## Disco de ouro

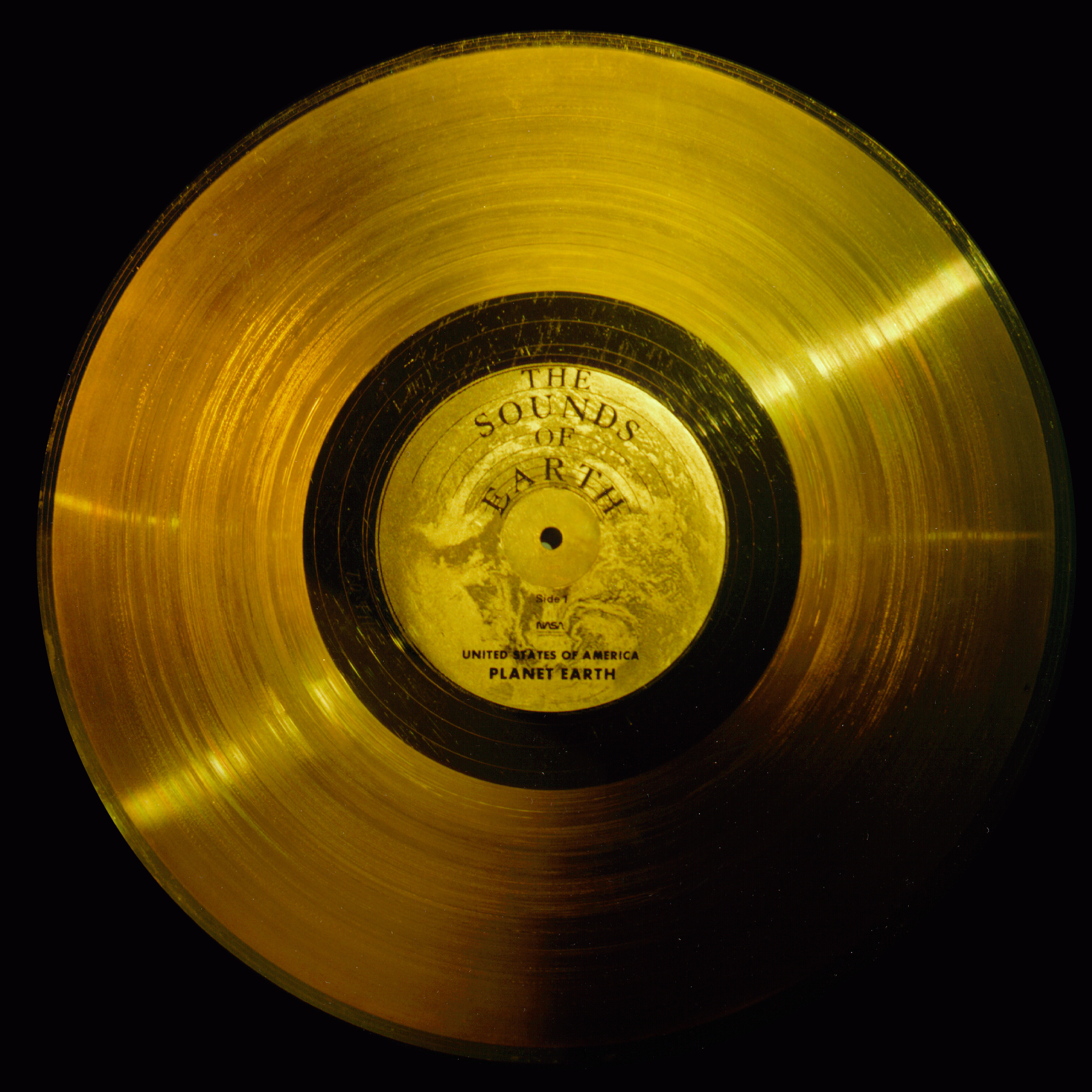
Voyager Golden Record

Ambas as sondas Voyager carregam um disco de áudio e imagem banhado a ouro, uma compilação criada para demonstrar a diversidade da vida e da cultura na Terra, caso alguma delas seja um dia encontrada por um descobridor extraterrestre. O disco, produzido sob a direção de uma equipe que incluía Carl Sagan e Timothy Ferris, contém fotos da Terra e de formas de vida nela, várias informações científicas, saudações faladas de pessoas como o Secretário-Geral das Nações Unidas (Kurt Waldheim) e o Presidente dos Estados Unidos (Jimmy Carter), além de um medley, “Sounds of Earth”, com sons de baleias, um bebê chorando, ondas quebrando na praia e uma coleção de músicas que abrangem diferentes culturas e épocas — incluindo obras de Wolfgang Amadeus Mozart, Blind Willie Johnson, Chuck Berry e Valya Balkanska. Outras peças clássicas do Oriente e do Ocidente também foram incluídas, bem como apresentações de música folclórica e indígena de todo o mundo. O disco também traz saudações em 55 idiomas diferentes. O projeto visava retratar a riqueza da vida na Terra e permanecer como um testemunho da criatividade humana e do desejo de se conectar com o cosmos.